# David Stirling
Il colonnello Archibald David Stirling (Lecropt, 15 novembre 1915 – Scozia, 4 novembre 1990) è stato un militare britannico.
Proprietario terriero e alpinista, fu ufficiale del British Army e fondatore dello Special Air Service, il corpo speciale dell'esercito.

## Biografia

### Prima della guerra
Stirling nacque nella sua vecchia casa di famiglia, Keir House nel comune di Lecropt in Perthshire (vicino Stirling). Egli era il figlio del generale di brigata Archibald Stirling, di Keir e Margaret Fraser, figlia di Simon Fraser, Lord Lovat, (un discendente di Carlo II, Re di Scozia). Suo cugino era Simon Fraser, 15º Lord Lovat, e i suoi nonni erano Sir William Stirling-Maxwell, nono Barone e Lady Anna Maria Leslie-Melville. Egli fu educato all'Ampleforth College e al Trinity College, a Cambridge. Era alto ed atletico (1,98 m), si stava allenando per scalare l'Everest quando scoppiò la seconda guerra mondiale.

### Seconda guerra mondiale e la fondazione della SAS
Stirling entrò nelle Guardie Scozzesi dal Contingente di allenamento dei corpi ufficiali dell'Ampleforth College il 24 luglio del 1937. Nel Giugno del 1940 egli partecipò come volontario al nuovo No. 8 Commando sotto il comando di Lieutenant-Colonel Robert Laycock il quale diventò parte della Force Z (chiamata in seguito "Layforce"). Dopo che la Layforce (e il No.8 Commando) furono sciolti il 1º agosto 1941, Stirling rimase convinto che a causa della natura meccanizzata dalla guerra una piccola squadra di soldati molto addestrati che attacca di sorpresa può arrecare un danno più consistente all'abilita del nemico di combattere di un intero plotone.
Sapendo che portare questa idea ai ranghi alti avrebbe funzionato difficilmente, Stirling decise di andare dritto in cima. Egli, ferito da un incidente avvenuto mentre si stava paracadutando, si nascose nel quartier generale nel Cairo (fu trovato dalle guardie mentre cercava in qualche modo di superare una recinzione) con lo scopo di vedere il Comandante in Capo, il Generale Claude Auchinleck.

## Ascendenza
|                                |                               |                                            | Genitori                                         |  |  | Nonni |  |  | Bisnonni           |  |  | Trisnonni        |  |
|                                |                               |                                            |                                                  |  |  |       |  |  | Archibald Stirling |  |  | William Stirling |  |
|                                |                               |                                            |                                                  |  |  |       |  |  | Archibald Stirling |  |  | William Stirling |  |
|                                |                               | Helen Gray                                 |                                                  |  |  |       |  |  | Archibald Stirling |  |  |                  |  |
| William Stirling, IX baronetto |                               |                                            |                                                  |  |  |       |  |  | Archibald Stirling |  |  |                  |  |
|                                |                               | Elizabeth Maxwell                          | John Maxwell, VII baronetto                      |  |  |       |  |  |                    |  |  |                  |  |
|                                |                               | Elizabeth Maxwell                          | John Maxwell, VII baronetto                      |  |  |       |  |  |                    |  |  |                  |  |
|                                |                               | Elizabeth Maxwell                          | Hannah Anne Gardiner                             |  |  |       |  |  |                    |  |  |                  |  |
| Archibald Stirling             |                               | Elizabeth Maxwell                          |                                                  |  |  |       |  |  |                    |  |  |                  |  |
|                                |                               | David Leslie-Melville, VIII conte di Leven | Alexander Leslie-Melville, VII conte di Leven    |  |  |       |  |  |                    |  |  |                  |  |
|                                |                               | David Leslie-Melville, VIII conte di Leven | Alexander Leslie-Melville, VII conte di Leven    |  |  |       |  |  |                    |  |  |                  |  |
|                                |                               | David Leslie-Melville, VIII conte di Leven | Jane Thornton                                    |  |  |       |  |  |                    |  |  |                  |  |
| Anne Leslie-Melville           |                               | David Leslie-Melville, VIII conte di Leven |                                                  |  |  |       |  |  |                    |  |  |                  |  |
|                                |                               | Elizabeth Campbell                         | Archibald Campbell, II baronetto                 |  |  |       |  |  |                    |  |  |                  |  |
|                                |                               | Elizabeth Campbell                         | Archibald Campbell, II baronetto                 |  |  |       |  |  |                    |  |  |                  |  |
|                                |                               | Elizabeth Campbell                         | Elizabeth Balfour                                |  |  |       |  |  |                    |  |  |                  |  |
| David Stirling                 |                               | Elizabeth Campbell                         |                                                  |  |  |       |  |  |                    |  |  |                  |  |
|                                | Thomas Fraser, XII lord Lovat | Alexander Fraser                           |                                                  |  |  |       |  |  |                    |  |  |                  |  |
|                                | Thomas Fraser, XII lord Lovat | Alexander Fraser                           |                                                  |  |  |       |  |  |                    |  |  |                  |  |
|                                | Thomas Fraser, XII lord Lovat | Amelia Mary Leslie                         |                                                  |  |  |       |  |  |                    |  |  |                  |  |
| Simon Fraser, XIII lord Lovat  | Thomas Fraser, XII lord Lovat |                                            |                                                  |  |  |       |  |  |                    |  |  |                  |  |
|                                |                               | Charlotte Stafford-Jerningham              | George Stafford-Jerningham, VIII barone Stafford |  |  |       |  |  |                    |  |  |                  |  |
|                                |                               | Charlotte Stafford-Jerningham              | George Stafford-Jerningham, VIII barone Stafford |  |  |       |  |  |                    |  |  |                  |  |
|                                |                               | Charlotte Stafford-Jerningham              | Frances Henrietta Sulyarde                       |  |  |       |  |  |                    |  |  |                  |  |
| Margaret Fraser                |                               | Charlotte Stafford-Jerningham              |                                                  |  |  |       |  |  |                    |  |  |                  |  |
|                                |                               | Thomas Weld-Blundell                       | Joseph Weld                                      |  |  |       |  |  |                    |  |  |                  |  |
|                                |                               | Thomas Weld-Blundell                       | Joseph Weld                                      |  |  |       |  |  |                    |  |  |                  |  |
|                                |                               | Thomas Weld-Blundell                       | Charlotte Mary Stourton                          |  |  |       |  |  |                    |  |  |                  |  |
| Alice Weld-Blundell            |                               | Thomas Weld-Blundell                       |                                                  |  |  |       |  |  |                    |  |  |                  |  |
|                                |                               | Theresa Vaughan                            | William Vaughan                                  |  |  |       |  |  |                    |  |  |                  |  |
|                                |                               | Theresa Vaughan                            | William Vaughan                                  |  |  |       |  |  |                    |  |  |                  |  |
|                                |                               | Theresa Vaughan                            | Teresa Weld                                      |  |  |       |  |  |                    |  |  |                  |  |
|                                |                               | Theresa Vaughan                            |                                                  |  |  |       |  |  |                    |  |  |                  |  |

## Approfondimenti
- Significant Scots biography of David Stirling
- Virgina Cowles, The Phantom Major: The Story of David Stirling and the SAS Regiment (Collins, 1958)
- Gavin Mortimer, Stirling's Men: the inside history of the SAS in World War Two (Cassell, 2004)